# Eros Glacier
Eros Glacier är en glaciär i Antarktis. Den ligger i Västantarktis. Argentina, Chile och Storbritannien gör anspråk på området. Eros Glacier ligger 405 meter över havet.
Terrängen runt Eros Glacier är lite bergig, och sluttar österut. Trakten är obefolkad. Det finns inga samhällen i närheten. 